# Mechanicville
Mechanicville – miasto w Stanach Zjednoczonych, w stanie Nowy Jork, w hrabstwie Saratoga. Według spisu powszechnego z 2010 roku zamieszkane przez 5197 osób. Dane szacunkowe na 2019 roku wskazują populację 5037 osób. Powierzchnia miasta wynosi 2,1 km².
Miasto położone jest nad rzeką Hudson.